# Laveu
Le Laveu est un quartier administratif de la ville de Liège. Il est situé à l'ouest du centre-ville et au nord du quartier de Cointe.

## Toponymie
Selon certains étymologistes, « Laveu » serait la traduction wallonne du mot « lavoir ». En effet ceux-ci prétendaient que tout le quartier était surtout habité par des blanchisseuses.
Une autre cause de l'appellation serait dû à l'existence d'une famille de notables, la famille des Lavoir qui y habitait déjà au XIVe siècle.. Le peuple influencé par la langue wallonne prononçait « Laveu » et cette dernière forme a fini par l'emporter sur l'autre.

## Voies du quartier
Du nord au sud, cinq rues partent du Bas-Laveu pour grimper la colline et rejoindre Cointe et le boulevard Gustave Kleyer :
- Rue Henri Maus
- Rue du Laveu
- Rue des Wallons
- Rue de Joie
- Rue Bois-l'Évêque

Autres rues :
- Rue des Abeilles
- Rue des Acacias
- Rue Ambiorix
- Rue Louis Boumal
- Rue de la Butte (+ escalier)
- Rue Chauve-Souris (+ escalier)
- Rue Comhaire
- Rue Laurent de Koninck
- Rue Destriveaux
- Rue des Éburons
- Rue Hézelon
- Rue Jacob-Makoy
- Rue Henri Koch
- Rue Lambinon
- Rue Mueseler
- Rue d'Omalius
- Rue Ramoux
- Rue Schmerling
- Rue de la Scorre (+ escalier)
- Place Henri Simon
- Rue du Terris
- Rue Gustave Thiriart
- Passage Albert Van den Berg (escalier)